# Albalat dels Sorells
Albalat dels Sorells, Albalat de Mossèn Sorell o Albalat de Codinats és un municipi del País Valencià a la comarca de l'Horta Nord.

## Geografia

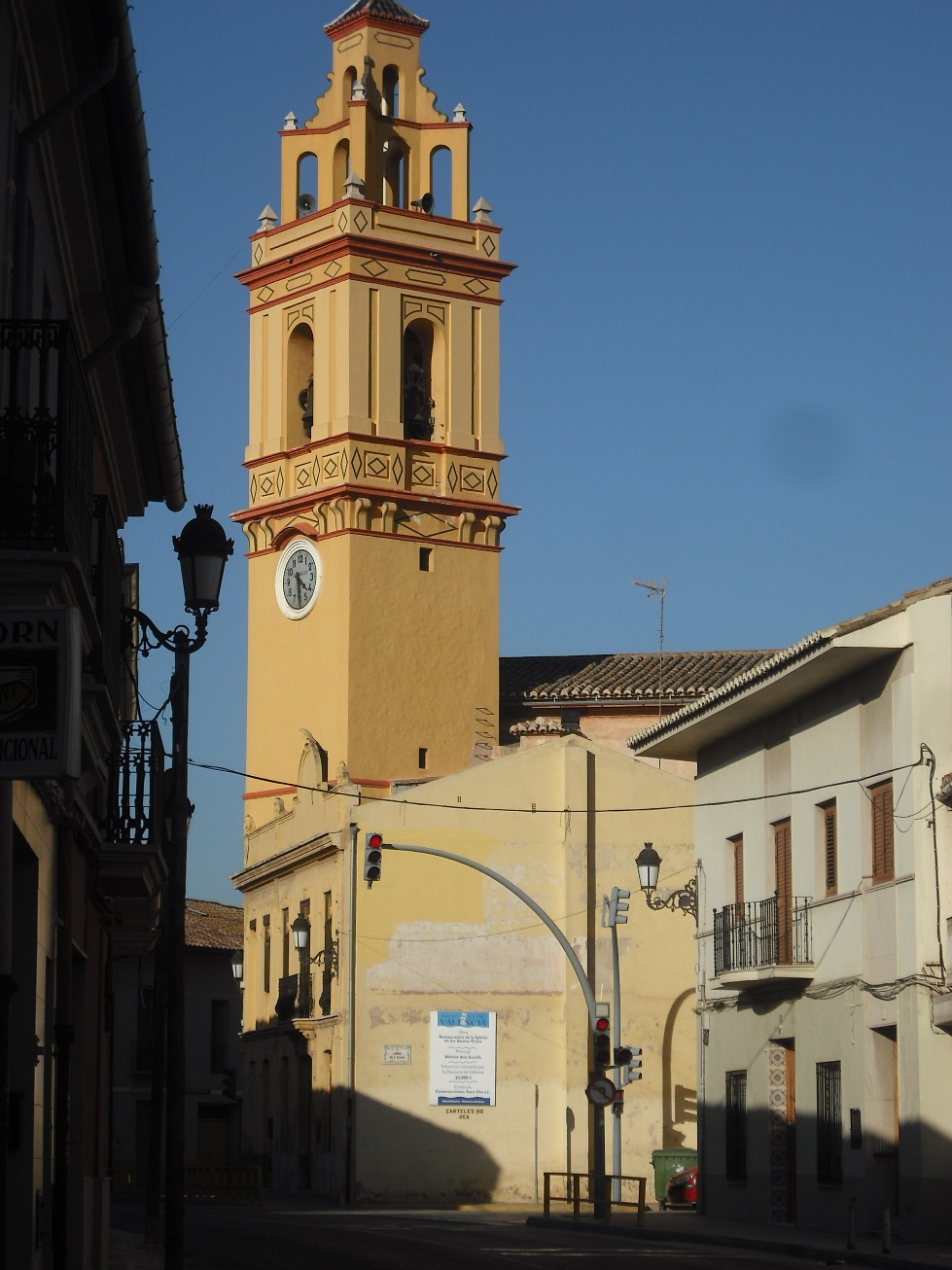
Església parroquial d'Albalat dels Sorells

El terme municipal se situa entre el raiguer d'acumulació de Museros i el de vessament del glacis de Puçol-Meliana, sent un ambient de planura costanera i pertanyent a un sistema al·luvial col·luvial. Format per un material de tipus ventall al·luvial i altres. Quant al seu sistema hídric cal dir que el règim dels seus rius és perenne i la importància d'aqüífers de tipus detrític.
El seu relleu (pendent) és pla, inferior a 5%, que es considera, per tant, llisa.
Limita amb Albuixec, Foios, Montcada, Museros i amb València.
El principal accés a Albalat és la carretera CV-300 que des de 2009 passa per l'exterior de la població (a l'Est de la població). Antigament, l'únic accés era el carrer major (o també conegut com a antiga carretera de Barcelona), que creua el poble de nord (des d'Emperador) a sud (del de Foios). L'eixida 9 a l'autovia V-21 està a escassos quilòmetres.
Albalat dels Sorells compta amb una estació de la Línia 3 de Metro de València, entre Rafelbunyol i l'Aeroport.

## Història
En època islàmica era una alqueria, dividida en dos sectors: Albalat Fanqui, o de dalt, i Albalat Aciflia, o de baix. Després de la conquesta, Jaume I efectuà diverses donacions al seu terme, probablement adquirides més tard per un dels beneficiaris, Pere d'Azllor, que apareix el 1242 com a senyor de la població. A partir de llavors se succeiran diferents famílies en la titularitat del senyoriu, fins a la seua extinció el segle xix. A principis del segle xiv el posseïa Guillem Celom, ciutadà de València i jurat de la ciutat que l'aliena devers el 1330. El nou senyor d'Albalat fou el català Pere March, tresorer del rei Jaume el Just, que va fer donació del senyoriu al seu fill Jaume, ciutadà de València, avi del poeta Ausiàs March. L'any 1352, per compra, el domini va passar a Berenguer de Codinachs, també català, mestre racional de Pere el Cerimoniós, al llinatge del qual romangué vinculat per espai d'un segle i mig, afegint-se en eixe temps al nom del lloc l'apel·latiu de Codinachs o Codinats, per tal de diferenciar-lo d'altres poblacions homònimes. La decadència de la família va determinar la venda del senyoriu per Lluís Agulló de Codinats, el 1480 a l'opulent ciutadà de València, Tomàs Sorell, fill d'un poderós burgés originari de Catalunya establit a la ciutat el segle anterior. El canvi de domini va comportar el de l'apel·latiu de la població anomenada des d'aleshores Albalat de Mossén Sorell o dels Sorells, i amb eixe llinatge, ennoblit en la persona de Bernat Sorell, cavaller, nebot i hereu de Tomàs Sorell, es perpetuarà el senyoriu en l'Edat Moderna. Elevat a comtat l'any 1626, va passar el segle xviii, en extingir-se la línia directa, als Toran. Quant a la qüestió eclesiàstica, Albalat va pertànyer des de la conquista a la parròquia de Foios, fins a la creació de la parròquia independent el 1426 i el seu desmembrament el 1454. Se'n conserva el palau senyorial, notable exemplar del gòtic civil, construït per Tomàs Sorell poc després del 1480, de planta quadrada, amb torres en els angles i pati central amb galeria i escala descoberta.

### ElsPedaçosi la revolució social
Albalat dels Sorells no fon alié a les convulsions socials de les primeres dècades del segle XX a l'Estat espanyol. De fet, l'enfrontament entre el govern de la Segona República i els partidaris de la revolució social provocà una alternança del control de la població entre un Comité Revolucionari i el Consell Municipal fins que aplegaren les tropes franquistes l'any 1939.
De la banda revolucionària, en destacà una família, coneguda al poble pel malnom Pedaços, de la qual Vicent Tamarit San Andrés i Manel, ambdós llauradors, foren els més importants membres locals de la CNT i la FAI.
Els fills de Vicent Tamarit i la seua dona, Josefa Rubio Pascual, formaren amb altres companys un grup d'acció anarcosindicalista que, durant la Segona República, atracà diversos bancs de la zona. Potser el més famós dels fills, Autelio Tamarit Rubio, el Pedaços major, alimentà el mite del «bon roder» entre alguns dels seus veïns. Fon assassinat pels guardes d'assalt republicans l'any 1938.
En acabar la guerra civil, Vicent Tamarit i Manel van ser afusellats a Paterna i les dones de la família foren humiliades públicament.
Hui en dia encara es coneix com la cova dels Pedaços una que hi ha als peus de la Mola de Segart, a la Serra Calderona.

### Topònim
El nom prové de l'àrab al-balat ('la població' o 'el territori') i de la família dels Sorells que comprà la població vora el 1480. No té cap relació, per tant, amb el peix sorell ni tampoc amb alguna accepció d'albalat com estany.

## Demografia
L'evolució demogràfica d'Albalat mostra un lent increment entre els segles XV i XVIII, en què registra un avanç notable —585 habitants (balatans) el 1794— que es duplicaren en el segle xix —1198 el 1900—, els 3.852 de 1981 són producte de l'elevat creixement de les últimes dècades, encara que en 1994 n'hi ha una lleugera davallada (3.548). L'any 2002 hi vivien 3.508 persones; el 66,01% parlaven valencià.
La taula següent n'oferix una evolució més detallada:
| any  | habitants |
| ---- | --------- |
| 1900 | 1.198     |
| 1910 | 1.500     |
| 1920 | 1.634     |
| 1930 | 1.693     |
| 1940 | 1.835     |
| 1950 | 1.851     |
| 1960 | 2.447     |
| 1970 | 3.063     |
| 1981 | 3.608     |
| 1991 | 3.515     |
| 2000 | 3.479     |
| 2005 | 3.486     |
| 2010 | 3.856     |
| 2015 | 3.896     |
| 2020 | 4.036     |
| 2022 | 4.084     |

### Creixement i plans urbanístics
Tot i ser un poble de l'Àrea Metropolitana de València (a menys de 10 km de la ciutat) ha sabut mantindre la seua personalitat sense convertir-se en una ciutat dormitori, característica comuna de la majoria de les poblacions de l'Horta Nord. No obstant això, segons alguns estudis, esta situació podria canviar en els pròxims anys, ja que el polígon industrial de la part nord del poble té un creixement molt significatiu i a més serà la seu de les instal·lacions matrius de Mercadona. A més, existixen diferents PAIs aprovats (La Macària, Espais Est) o en tramitació dins del nou PGOU (Espai Oest) amb previsió de 4.000 habitatges, circumstàncies que podrien fer quadruplicar la població en els pròxims anys.
També cal anomenar els plans que han afectat recentment municipis veïns (com ara Emperador, que ha duplicat la seua població en cinc anys) i que ha d'acudir a molts recursos d'Albalat (com ara el col·legi públic). Un cas encara més significatiu serà Mauella, pedania de València, situada a l'Est de la població. El nou pla d'ordenació urbana de València proposat per l'equip de Rita Barberà (encara en debat) tenia previst l'edificació de 625 habitatges en esta pedania, tenint en compte que en 2008 el nombre d'habitants era de 60 persones. Allò pot significar multiplicar per 30 la població d'esta pedania i canviar dramàticament el seu paisatge i forma de viure en els pròxims anys. Tot això afectarà lògicament als serveis i recursos del municipi més pròxim, Albalat dels Sorells.

## Edificis d'interés
A nivell monumental hi destaquen l'Església parroquial dels Sants Reis del segle xviii, d'estil barroc, amb una gran cúpula i frontera de pedra; té com a titulars als Sants Reis. i el Palau dels Sorells del que es conserva este notable exemplar del gòtic civil, construït per Tomàs Sorell poc després de 1480. De planta quadrada, amb torres en els angles i pati central amb galeria i escala descoberta. Hui dia és la seu de l'ajuntament.

## Festes
Se celebren les festes majors el primer diumenge de setembre dedicades al Crist de les Ànimes, a la Mare de Déu del Rosari, a la Puríssima Concepció i a Sant Gil Abad; amb este motiu té lloc la "Baixà" de la imatge del Crist des de la seua ermita del cementeri a l'església parroquial. Albalat dels Sorells és també coneguda per ser el bressol del colpbol, esport creat pel professor d'educació física Juanjo Bendicho del col·legi municipal El Castell.

## Economia
L'economia és tradicionalment agrària, la major part del terme (4,9 km²) està formada per terra d'horta, regada amb aigües del Túria per la séquia de Montcada. A hores d'ara hi predomina el conreu de la taronja, coincidint amb una apreciable activitat industrial.

## Política i govern

### Composició de la Corporació Municipal
El Ple de l'Ajuntament està format per 11 regidors. En les eleccions municipals de 26 de maig de 2019 foren elegits 4 regidors de Compromís per Albalat dels Sorells (Compromís), 4 del Partit Popular (PP) i 3 del Partit Socialista del País Valencià (PSPV-PSOE).
| Eleccions municipals de 26 de maig de 2019 - Albalat dels Sorells                                                               |                                          |                                     |                                      |        |          |          |
| Candidatura | Candidatura                              | Candidatura                         | Cap de llista                        | Vots   | Vots     | Regidors |
| | Compromís per Albalat dels Sorells       |                                     | Nicolau Josep Claramunt Ruiz         | 828    | 34,92%   | 4 ()     |
| | Partit Popular                           |                                     | José Rafael Tamarit Sotomayor        | 724    | 30,54%   | 4 (-1)   |
| | Partit Socialista del País Valencià-PSOE |                                     | Desamparados Yolanda Sánchez Herrero | 635    | 26,78%   | 3 (+1)   |
| | Altres candidatures                      |                                     |                                      | 164    | 6,92%    | 0        |
| | Vots en blanc                            |                                     |                                      | 20     | 0,84%    |          |
| Total vots vàlids i regidors | Total vots vàlids i regidors             | Total vots vàlids i regidors        | Total vots vàlids i regidors         | 2.371  | 100 %    | 11       |
| | Vots nuls                                | Vots nuls                           | Vots nuls                            | 18     | 0,76%    |          |
| Participació (vots vàlids més nuls)                                                                                             | Participació (vots vàlids més nuls)      | Participació (vots vàlids més nuls) | Participació (vots vàlids més nuls)  | 2.389  | 75,77%** |          |
| Abstenció | Abstenció                                | Abstenció                           | Abstenció                            | 764*   | 24,23%** |          |
| Total cens electoral | Total cens electoral                     | Total cens electoral                | Total cens electoral                 | 3.153* | 100 %**  |          |
| Alcalde: Nicolau Josep Claramunt Ruiz (Compromís) (15/06/2019)                                                                  |                                          |                                     |                                      |        |          |          |
| Fonts: JEC, JEZ València, M. Interior, Periòdic Ara. (* No són vots sinó electors. ** Percentatge respecte del cens electoral.) |                                          |                                     |                                      |        |          |          |

### Alcaldes
En els primers 20 anys de democràcia, des de les primeres eleccions municipals de 1979 fins a 1999, va ser l'alcalde Daniel Ruix, sota les sigles d'UCD i Grup Independent (GI).
El 1999 el PP va aconseguir majoria absoluta i Vicente Jesús Almenar va ser elegit alcalde. Va revalidar la majoria absoluta en les dues eleccions posteriors. Després de les eleccions de 2007, el 8 d'abril de 2008, 6 regidors del PP (tot el seu grup excepte ell) van presentar una moció de censura per desavinences internes, i va ser nomenat alcalde José Rafael Tamarit Sotomayor, també del PP.
Des de 2015 l'alcalde d'Albalat dels Sorells és Nicolau Josep Claramunt Ruiz de la Coalició Compromís.
| Període                       | Alcalde o alcaldessa                                        | Partit polític   | Data de possessió     | Observacions           |
| ----------------------------- | ----------------------------------------------------------- | ---------------- | --------------------- | ---------------------- |
| 1979–1983                     | Daniel Ruix Garcés                                          | UCD              | 19/04/1979            | --                     |
| 1983–1987                     | Daniel Ruix Garcés                                          | Grup Independent | 28/05/1983            | --                     |
| 1987–1991                     | Daniel Ruix Garcés                                          | Grup Independent | 30/06/1987            | --                     |
| 1991–1995                     | Daniel Ruix Garcés                                          | Grup Independent | 15/06/1991            | --                     |
| 1995–1999                     | Daniel Ruix Garcés                                          | UV-CCV           | 17/06/1995            | --                     |
| 1999–2003                     | Vicente Jesús Almenar Climent                               | PP               | 03/07/1999            | --                     |
| 2003–2007                     | Vicente Jesús Almenar Climent                               | PP               | 14/06/2003            | --                     |
| 2007–2011                     | Vicente Jesús Almenar Climent José Rafael Tamarit Sotomayor | PP               | 16/06/2007 08/04/2008 | Moció de censura PP -- |
| 2011–2015                     | José Rafael Tamarit Sotomayor                               | PP               | 11/06/2011            | --                     |
| 2015–2019                     | Nicolau Josep Claramunt Ruiz                                | Compromís        | 13/06/2015            | --                     |
| 2019-2023                     | Nicolau Josep Claramunt Ruiz                                | Compromís        | 15/06/2019            | --                     |
| Des de 2023                   | Nicolau Josep Claramunt Ruiz                                | Compromís        | 17/06/2023            | --                     |
| Fonts: Generalitat Valenciana |                                                             |                  |                       |                        |